# ナビタン
ナビタンとは、NHKの地域開発スタッフ（集金業務を請け負うスタッフ）が業務で使用するPDAの愛称である。

## 概要
小さく軽量で持ち歩くのに向いており、またプリンタも取り付けられるようになっており領収書等の発行ができるようになっている。
地域開発スタッフは自分の担当している地域をまわる。各家庭や企業の契約内容をすぐ調べることができる。
操作にはパスワードを入力する必要があるが、セキュリティを考慮しパスワードはスタッフがそれぞれ別々のものを使用している。その為この端末がもし盗難にあったとしても中に記憶された情報を読み出すことはきわめて困難であるとされている。実際にこの端末が盗難に遭ったケースもある。
また、「外部リンク」にも書かれている「NHKみやざき局をたんけんしよう！　放送局で働く人たち」のナビタンについては「持ち運びが便利なパソコン」と書かれているが、実際はPDAである。